# Jacques Échantillon
Jacques Échantillon, né le 12 décembre 1934 à La Tronche (Isère) et mort le 11 décembre 2009 à Créteil,, est un comédien et un metteur en scène de théâtre formé au Conservatoire, promotion de 1961.

## Biographie
Michel Guy, secrétaire d'État à la Culture, le nomme au centre dramatique national de la région Languedoc-Roussillon, le Théâtre du Midi de 1975 à 1976 à Carcassonne puis Les Tréteaux du Midi de 1976 à 1981 installé à Béziers. Il y succède à Jean Deschamps.
En 1982, avec France Darry il fonde leur compagnie Darry-Échantillon.

## Filmographie

### Cinéma
- 1966 : On a volé la Joconde (Il Ladro della Gioconda) de Michel Deville

### Télévision
- 1967 : Le Chevalier Tempête, feuilleton télévisé de Yannick Andréi : Arsène
- 1968 : Au théâtre ce soir : La Coquine d'André Roussin, mise en scène Bernard Dhéran, réalisation Pierre Sabbagh, Théâtre Marigny
- 1971 :  Au théâtre ce soir : Voulez-vous jouer avec moâ ? de Marcel Achard, mise en scène Jacques Échantillon, réalisation Pierre Sabbagh, Théâtre Marigny
- 1971 : Les Enquêtes du commissaire Maigret de Claude Barma, épisode : Maigret à l'école : Gastin
- 2005 : Julie Lescaut, épisode 5 saison 14, Instinct paternel d'Alain Wermus : Louis

## Théâtre

### Metteur en scène
- 1961 : Voulez-vous jouer avec moâ ? de Marcel Achard
- 1970 : Voulez-vous jouer avec moâ ? de Marcel Achard, Théâtre La Bruyère
- 1971 : L'Espace du dedans de Henri Michaux, Festival du Marais
- 1971 : Tout à l'heure de Jeannine Worms, Théâtre national de l'Odéon
- 1971 : Le Goûter de Jeannine Worms, Théâtre national de l'Odéon
- 1972 : Une visite de noces d'Alexandre Dumas, Théâtre des Variétés
- 1972 : Les Œufs de l'autruche de André Roussin, Théâtre des Variétés
- 1972 : Les Vilains d'après Ruzzante, Festival du Marais, Théâtre de l'Atelier
- 1973 : Les Fourberies de Scapin de Molière, Théâtre des Champs-Élysées, Comédie-Française
- 1974 : Tu t'imagines guérillero de Charles Charras, Festival d'Aigues-Mortes
- 1975 : Le Baron perché de Jacques Échantillon et André Gille d'après Italo Calvino
- 1975 : Jésus II de Joseph Delteil, Les Tréteaux du Midi
- 1976 : La Chasse présidentielle de Guillaume Kergourlay, Les Tréteaux du Midi
- 1976 : Splendeur et mort de Joaquin Murieta de Pablo Neruda, Les Tréteaux du Midi
- 1977 : Jésus II de Joseph Delteil, Théâtre de Paris
- 1977 : Le Brise-lames d'Armand Meffre, Les Tréteaux du Midi
- 1978 : Les Fourberies de Scapin Mais on serait mieux à la plage de Molière et Jacques Téphany, Les Tréteaux du Midi
- 1978 : Mère Courage et ses enfants de Bertolt Brecht, Les Tréteaux du Midi
- 1979 : La Résistible Ascension d'Arturo Ui de Bertolt Brecht, Les Tréteaux du Midi
- 1980 : Faut pas payer ! de Dario Fo, Les Tréteaux du Midi
- 1980 : La Nuit remue d'Henri Michaux, Les Tréteaux du Midi
- 1981 : Le Bonheur des dames d'après Émile Zola, Théâtre de la Ville, Les Tréteaux du Midi
- 1983 : Mort accidentelle d'un anarchiste de Dario Fo, Théâtre La Bruyère
- 1983 : Le Calcul de Jeannine Worms, Théâtre Essaïon
- 1984 : Les Aventures de Dieu de François Cavanna, Théâtre Fontaine
- 1985 : Orgasme adulte échappé du zoo de Dario Fo et Franca Rame, Théâtre du Lucernaire
- 1986 : Les Fourberies de Scapin de Molière
- 1988 : L'Autre d'Élie Pressmann, Comédie de Saint-Étienne
- 1990 : Couple ouvert à deux battants de Dario Fo, Théâtre des Treize Vents
- 1993 : Une folie de Sacha Guitry, Théâtre du Palais Royal
- 2000 : Mort accidentelle d'un anarchiste de Dario Fo, Théâtre La Bruyère
- 2004 : L'Inscription de Jean Dell et Gérald Sibleyras, Petit Montparnasse
- 2005 : Le Mariage de Barillon de Georges Feydeau, Théâtre du Palais Royal

### Comédien
- 1956 : Le Miroir d'Armand Salacrou, mise en scène Henri Rollan, Théâtre des Ambassadeurs
- 1957 : La Prétentaine de Jacques Deval, mise en scène Robert Manuel, Théâtre des Ambassadeurs
- 1961 : George Dandin de Molière, mise en scène Jean Meyer, Théâtre du Palais Royal
- 1961 : Le Médecin malgré lui de Molière, mise en scène Jean Meyer, Théâtre du Palais Royal
- 1961 : L'Étourdi de Molière, mise en scène Jean Meyer, Théâtre du Palais Royal
- 1961 : La Coquine d'André Roussin, mise en scène Jean Meyer, Théâtre du Palais-Royal
- 1962 : Les Fourberies de Scapin de Molière, mise en scène Jean Meyer, Théâtre du Palais Royal
- 1962 : Les Femmes savantes de Molière, mise en scène Jean Meyer, Théâtre du Palais Royal
- 1962 : Les Oiseaux rares de Renée Hoste, mise en scène Pasquali, Théâtre Montparnasse
- 1962 : Mais n'te promène donc pas toute nue ! de Georges Feydeau, mise en scène Jacques-Henri Duval, tournée Herbert
- 1962 : La Seconde Surprise de l'amour de Marivaux, mise en scène Jacques-Henri Duval, tournée Herbert
- 1963 : La Tempête de William Shakespeare, mise en scène Jacques Mauclair, Théâtre de l'Alliance française
- 1963 : Célimare le bien-aimé d'Eugène Labiche et Alfred Delacour, mise en scène Jacques Mauclair, Théâtre de l'Alliance française
- 1964 : Version grecque de Marc-Gilbert Sauvajon, mise en scène Jacques-Henri Duval, Théâtre Montparnasse
- 1964 : Lorsque l'enfant paraît d’André Roussin, mise en scène Jacques Mauclair, Théâtre des Nouveautés
- 1965 : Le Barbier de Séville de Beaumarchais, mise en scène Edmond Tamiz, Théâtre des Célestins
- 1968 : Le Knack d'Ann Jellicoe, mise en scène Michel Fagadau, Théâtre de la Gaîté-Montparnasse
- 1969 : Les Rivaux d'eux-mêmes de Carlo Goldoni, mise en scène Jacques Mauclair, Festivals d'été
- 1970 : Voulez-vous jouer avec moâ ? de Marcel Achard, mise en scène Jacques Échantillon, Théâtre La Bruyère
- 1971 : L'Espace du dedans de Henri Michaux, Festival du Marais
- 1971 : Le Septième Commandement : Tu voleras un peu moins… de Dario Fo, mise en scène Jacques Mauclair, Théâtre national de l'Odéon
- 1972 : Le Septième Commandement : Tu voleras un peu moins… de Dario Fo, mise en scène Jacques Mauclair, tournée
- 1972 : Les Vilains d'après Ruzzante, mise en scène Jacques Échantillon, Festival du Marais, Théâtre de l'Atelier
- 1976 : La Chasse présidentielle de Guillaume Kergourlay, mise en scène Jacques Échantillon, Les Tréteaux du Midi
- 1976 : Splendeur et mort de Joaquin Murieta de Pablo Neruda, mise en scène Jacques Échantillon, Les Tréteaux du Midi
- 1977 : Jésus II de Joseph Delteil, mise en scène Jacques Échantillon, Théâtre de Paris
- 1979 : La Résistible Ascension d'Arturo Ui de Bertolt Brecht, mise en scène Jacques Échantillon, Les Tréteaux du Midi
- 1981 : Le Bonheur des dames d'après Émile Zola, mise en scène Jacques Échantillon, Théâtre de la Ville, Les Tréteaux du Midi
- 1987 : Le Rêve de d'Alembert de Denis Diderot, mise en scène Jacques Nichet, Théâtre des Treize Vents
- 1989 : Le Baladin du monde occidental de John Millington Synge, mise en scène Jacques Nichet, Théâtre des Treize Vents, tournée
- 1990 : Le Baladin du monde occidental de John Millington Synge, mise en scène Jacques Nichet, Théâtre de la Ville
- 1990 : Couple ouvert à deux battants de Dario Fo, mise en scène Jacques Échantillon, Théâtre des Treize Vents
- 1993 : Domaine ventre de Serge Valletti, mise en scène Jacques Nichet, Théâtre National de la Colline, Théâtre des Treize Vents
- 1995 : Le Retour au désert de Bernard-Marie Koltès, mise en scène Jacques Nichet, Théâtre des Treize Vents à l'Opéra Comédie de Montpellier
- 1995 : Le Second Œuvre des cannibales de Suzanne Joubert, mise en scène Xavier Marchand, Festival d'Avignon
- 1997 : Douze hommes en colère de Reginald Rose, mise en scène Stephan Meldegg, Théâtre Marigny
- 2001 : Mesure pour mesure de William Shakespeare, mise en scène Jacques Nichet, Théâtre national de Toulouse
- 2004 : Le roi se meurt d'Eugène Ionesco, mise en scène Georges Werler, Théâtre Hébertot
- 2005 : Le roi se meurt d'Eugène Ionesco, mise en scène Georges Werler, Théâtre Hébertot
- 2006 : Le roi se meurt d'Eugène Ionesco, mise en scène Georges Werler, Théâtre des Célestins
- 2007 : L'Avare de Molière, mise en scène Georges Werler, Théâtre de la Porte-Saint-Martin, tournée
- 2008 : L'Avare de Molière, mise en scène Georges Werler, tournée
- 2008 : Le Collectionneur d'instants de Quint Buchholz, mise en scène Jacques Nichet, Théâtre national de Toulouse, Théâtre de la Commune

## Distinctions
- Molières 2000 :
  - Molière du meilleur spectacle comique pour Mort accidentelle d'un anarchiste
  - nomination au Molière du metteur en scène pour Mort accidentelle d'un anarchiste